# 苏尔德瓦勒莱布瓦
苏尔德瓦勒莱布瓦（法語：Sourdeval-les-Bois，法語發音：[suʁdəval le bwa]）是法国芒什省的一个旧市镇，属于库唐斯区。2019年，苏尔德瓦勒莱布瓦与临近的3个市镇合并为新市镇谢讷河畔加夫赖。

## 地理
苏尔德瓦勒莱布瓦（48°54'37"N, 1°15'53"W）面积5.86 平方千米，位于法国诺曼底大区芒什省，该省份为法国西北部沿海省份，西、北、东北三面环大西洋，东起顺时针与卡爾瓦多斯省、奧恩省、马耶讷省和伊勒-维莱讷省接壤。
与苏尔德瓦勒莱布瓦接壤的市镇（或旧市镇、城区）包括：拉巴莱讷、加夫赖、昂比、蒙泰居莱布瓦、诺曼底地区佩尔西。

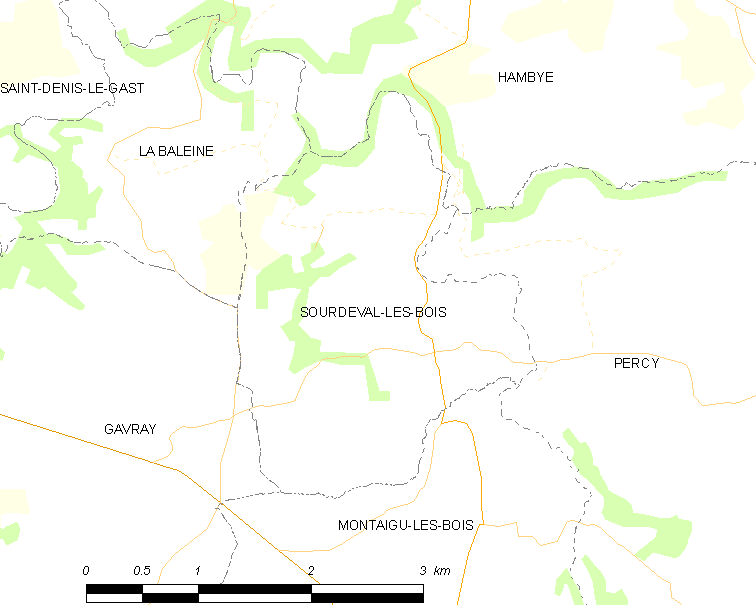
苏尔德瓦勒莱布瓦的OSM定位图

苏尔德瓦勒莱布瓦的时区为UTC+01:00、UTC+02:00（夏令时）。

## 行政
苏尔德瓦勒莱布瓦的邮政编码为50450，INSEE市镇编码为50583。

## 政治
苏尔德瓦勒莱布瓦所属的省级选区为谢讷河畔凯特勒维尔县。

## 人口

1962-2008年间苏尔德瓦勒莱布瓦人口变化图示

苏尔德瓦勒莱布瓦于2018年1月1日时的人口数量为223人。